# Rezolucja Rady Bezpieczeństwa ONZ nr 1668
Rezolucja Rady Bezpieczeństwa ONZ nr 1668 została uchwalona 10 kwietnia 2006 podczas 5407. posiedzenia Rady.
Rada przychyla się do wniosku sekretarza generalnego i zezwala sędziemu Międzynarodowego Trybunału Karnego dla byłej Jugosławii, Joaquinowi Canivellowi na dalsze zasiadanie w składzie orzekającym w tzw. sprawie Krajišika pomimo upływu jego kadencji jako sędziego Trybunału. 